# Arycanda leucoplethes
Arycanda leucoplethes là một loài bướm đêm trong họ Geometridae.